# Бон Джоуви
Бон Джоуви (на английски: Bon Jovi) е американска рок група, създадена в Ню Джърси. Групата е основана през 1983 година. Членове на Bon Jovi са: певецът Джон Бон Джоуви, пианистът Дейвид Брайън и барабанистът Тико Торес. Групата е една от най-успешните представители на стила глем метъл, популярен през 1980-те години. Съставът на групата остава почти непроменен, като единствените изключения са уволнението на басиста Алек Джон Съч, който неофициално е заменен от Хю Макдоналд, и напускането на дългогодишния китарист и автор на песни Ричи Самбора през 2013 година. През 1986 година Бон Джоуви постига световно признание с техния трети студиен албум Slippery When Wet. Четвъртият им албум New Jersey (1988) е също толкова успешен. След постоянни турнета и записи по време и към края на 1980-те, групата отива в почивка след световното турне New Jersey Tour, като през това време Джон Бон Джоуви и Ричи Самбора издават успешни солови албуми. През 1992 година Бон Джоуви се завръща с албума Keep the Faith. Техният сингъл от 2000 година „It's My Life“, с който групата отбелязва втора пауза, успешно въвежда групата сред по-младата аудитория. Бон Джоуви са известни с използването на различни стилове в музиката си, които включват кънтри в техния албум Lost Highway (2007). На 12 март 2013 година Бон Джоуви издават тринадесетия си студиен албум What About Now.
Бон Джоуви имат издадени петнадесет студийни албума, плюс две компилации и два концертни албума. Те са една от най-продаваните музикални групи на всички времена с повече от 100 милиона записа, изпълнявайки повече от 3000 концерта в 60 държави пред повече от 100 милиона фенове. Бон Джоуви са приети в Британската музикална зала на славата през 2006 година. Групата също така е и наградена на Американските музикални награди през 2004 година и като автори на песни и сътрудничеството помежду им Джон Бон Джоуви и Ричи Самбора са включени в Залата на славата на американските автори на песни. През 2018 г. групата влиза в Залата на славата на рокендрола.

## История

### Сформиране
Водещият вокал Джон Бон Джоуви основава първата си група Raze още на 13-годишна възраст. На 16 г. се запознава с Дейвид Брайън, с когото формират Atlantic City Expressway  и изнасят представления по клубовете в Ню Джърси, въпреки че са малолетни. 
През лятото на 1982 г. Джон Бон Джоуви получава работа в звукозаписното студио Power Station Studios в Манхатън. Там той успява да запише няколко демо касети, които изпраща на звукозаписни компании, но които не постигат никакъв успех.  През 1983 г. местно радио обявява конкурс за групи, които нямат звукозаписен договор. Там Джон участва с музиканти от студиото и го печели с песента Runaway , написана от него през 1980 г.  След като печели конкурса, изпълнителят се обажда на Дейвид Брайън, който от своя страна се свързва с Алек Джон Съч и Тико Торес.  Торес препоръчва Ричи Самбора, когото Джон одобрява. През март 1983 г. групата най-после се събира. Официалният „рожден ден“ на бандата е 14 март 1983 г.  Малко преди издаването на първия албум на групата Джон променя името си от John Bongiovi на Jon Bon Jovi. 

### Bon Joviи7800° Fahrenheit
Дебютният им албум – Bon Jovi, излиза в САЩ през януари 1984 г. След като става златен  (т.е. е продаден над 500 000 пъти ), е издаден и във Великобритания. Следват подгряващи изпълнения за групата на концерти на ЗиЗи Топ, Скорпиънс и Кис. През 1985 г. групата издава втория си албум – 7800° Fahrenheit, който не получава добри отзиви от критици и публика , но въпреки това става златен. 

### Slippery When WetиNew Jersey
През април 1986 г. Бон Джоуви се преместват във Ванкувър, за да запишат третия си албум. След шест месеца студийна работа резултатът е Slippery When Wet – албумът, който ги изстрелва към славата. Продуциран от Брус Феърбеърн и миксиран от Боб Рок, албумът излиза на пазара през август 1986 г. Първият сингъл, You Give Love a Bad Name, се превръща в първия номер 1 сингъл на групата в класацията за сингли Billboard Hot 100. Следващият сингъл Livin' On A Prayer става номер 1, като се задържа четири седмици на върха. Третият сингъл Wanted Dead or Alive отново става Топ 10 хит и до днес продължава да е една от песните-химни на Бон Джоуви. Други много популярни песни от албума са Never Say Goodbye, Raise Your Hands, Wild In The Streets и I'd Die For You.
MTV помага на Бон Джоуви, като ги превръща в суперзвезди. С нарастващия успех на Slippery When Wet, групата става световно популярна и се сбъдва мечтата на членовете ѝ да се превърнат в музикални звезди от световен мащаб. Slippery When Wet достига номер 1 в Австралия, Канада, Норвегия, Финландия, Нова Зеландия, Швейцария и държи рекорда за хардрок албум, престоял най-много на номер 1 в САЩ, прекарал осем седмици под # 1 в Billboard 200. Албумът влиза в Топ 10 в Австрия, Холандия, Япония и Обединеното кралство, задържал се 107 седмици в класацията за албуми на Великобритания.
През 1987 г. Slippery When Wet е обявен за най-продавания албум на годината от Billboard, а Livin' On A Prayer печели MTV Video Music Award за най-добро изпълнение. През 1988 г. групата печели награда за любима поп/рок група на Американските музикални награди и награда за любима рок група на публиката. Групата изнася 130 концерта по време на турнето си Tour Without End (Турне без край), с печалба от $28 400 000. През август 1987 г. групата участва като хедлайнер на фестивала Monsters Of Rock в Англия. По време на тяхното участие Dee Snider, Брус Дикинсън и ПолСтенли се присъединяват към групата, за да изпълнят всички заедно песента We're an American Band.
След успеха на групата, Джон Бон Джоуви и Ричи Самбора съдействат на Шер за музикалното ѝ завръщане през 1987 година. Джон и Ричи са автори и пеят беквокалите в песента на Шер We All Sleep Alone, като стават и продуценти на някои от другите песни в албума. По-късно отново работят съвместно за реализиране на мултиплатинения албум на Шер Heart of Stone от 1989 г.
Решени да докажат, че успехът на Slippery When Wet не е една щастлива случайност, Бон Джоуви издават своя четвърти албум New Jersey през септември 1988 година. Албумът става смазващ хит. New Jersey прекарва четири поредни седмици под # 1 в Billboard 200 и две седмици в класацията за албуми на Великобритания.
New Jersey също така държи рекорда за хардрок албум с най-много Топ 10 сингли – пет сингъла влезли в Топ 10 на Billboard Hot 100 Singles Chart в Съединените щати. Bad Medicine и баладата I'll Be There For You стават хитове номер 1 в Billboard Hot 100. Другите три сингъла (Born To Be My Baby, Lay Your Hands On Me и Lining In Sin), които достигат до топ 10 и стават големи хитове на MTV. Други много популярни песни от албума са Blood On Blood и Wild Is The Wind.
Бон Джоуви предприемат голямо световно турне, което продължава през цялата 1989 и 1990 година. Посещават повече 22 страни и изнасят 232 концерта. През август 1989 г. групата взима участие на Moscow Music Peace Festival в Москва, СССР, заедно със Скорпиънс, Ози Озбърн, Мотли Крю и Скид Роу. Бон Джоуви стават първата група с официално позволение от съветското правителство да изнесе концерт в СССР, а New Jersey е издаден официално от държавната звукозаписна компания Мелодия – привилегия, която нито един западен артист никога не е получавал. Фестивалът Monsters of Rock е отменен през 1989 г., заради смъртта на двама фенове по време на изпълнението на Гънс Ен' Роузис през 1988 година. Той е заменен с друг рок фестивал, който се провежда в Милтън Кейнс с хедлайнери Бон Джоуви, Юръп, Скид Роу и Vixen.
Годините в турнета оказват своето влияние върху групата. До края на New Jersey Tour Бон Джоуви са 16 месеца по концерти и членовете на групата са изчерпани физически, психически и емоционално. След последния концерт от турнето в Мексико и без ясни планове за бъдещето си, членовете на групата просто се прибират у дома и си взимат дълга почивка.

### Бон Джоуви през 90-те години на 20 век
След кратка раздяла, по време на която музикантите реализират свои солови проекти, групата се събира и през 1992 г. издава албума Keep the Faith. Той включва хитовете Bed of Roses, Keep the Faith, In These Arms, Dry County, I Believe, If I Was Your Mother и I'll Sleep When I'm Dead. Албумът е подкрепен от ново световно турне, обхващащо 177 концерта в 38 страни, някои от които групата посещава за пръв път.
През 1994 г. излиза албум с най-големите хитове на Бон Джоуви, озаглавен Cross Road, в който са включени две нови песни: Always и Someday I'll Be Saturday Night. Always се превръща в огромен хит. Песента се задържа шест месеца в Топ 10 в класацията на Billboard Hot 100. През същата година Алек Джон Съч напуска групата и, въпреки че не е официално заменен, оттогава Хю Макдоналд изпълнява ролята на басист.
През 1995 г. групата издава албума These Days. Той обаче изважда само един хит сингъл в САЩ – This Ain't A Love Song, и продава малко над милион копия. След промоционалното му турне, няколко песни стават хитове в Европа, и продажбите, според самия Джон Бон Джоуви, надхвърлят 20 милиона копия. В класацията на Великобритания албумът измества от първото място HIStory на Майкъл Джаксън. Успехът във Великобритания му донася и Британската награда за най-добра международна група. Именно от това турне е и концертът на препълнения стадион Уембли, през 1995 г., след който групата издава касета и DVD, озаглавени Live From London. Турнето в подкрепа на These Days преминава през 35 държави, за пръв път групата свири в ЮАР.

### Бон Джоуви в началото на 21 век
След нова почивка групата се събира през 1999 г. и започва работа по следващия си студиен албум. Crush излиза през 2000 г. и се радва на успех, най-вече с хитовете It's My Life и One Wild Night. През лятото на същата година започва и турне, което продължава до средата на 2001 г. По време на турнето излиза и колекция с живи изпълнения, озаглавена One Wild Night: Live 1985-2001.
През 2002 г. на пазара излиза Bounce. Въпреки че не постига успеха на предшественика си, от него излизат хитовете Everyday и Misunderstood. След албума групата тръгва на турне в САЩ, където става последната група, свирила на стадион Veterans във Филаделфия. След края на турнето групата преработва 12 свои песни и през ноември 2003 г. издава нов албум, озаглавен This Left Feels Right.
През следващата година Bon Jovi пуска на пазара бокс сет, озаглавен 100,000,000 Bon Jovi Fans Can't Be Wrong. Той съдържа 4 диска: 38 неиздавани и 12 рядко срещани техни песни, както и DVD. Бокс-сетът отбелязва 100 милионното продадено копие, както и 20-годишнината от издаването на първия албум на групата.
Дългоочакваният следващ албум на Бон Джоуви, Have a Nice Day, излиза на 20 септември 2005 г. в САЩ и в началото на ноември в останалата част на света. Албумът оглавява всички класации и дебютира под номер две в класацията на Billboard, продавайки 202 000 албума през първата си седмица. След него групата се подготвя за световно турне, което включва изпълнение на финала на Купата на Футболната Асоциация на Англия през 2006 г.
На 7 февруари групата издава промоционален албум, озаглавен Live from the Have a Nice Day Tour, който включва шест изпълнения на живо от концерта в Бостън през декември 2005 г.
Десетият студиен албум Lost Highway излиза през юни 2007. Стилът му е силно повлиян от кънтри музиката, за което групата загатва още през 2006 г. със сингъла си "Who Says You Can't Go Home". Албумът дебютира на първо място в Billboard 200 – за първи път в историята на групата. Продадени са 292 000 копия в САЩ за първата седмица и общо над 4 милиона в света. Първият сингъл от албума (You Want to) Make a Memory дебютира на 27 място в Billboard Hot 100, което също е най-висок дебют на сингъл в историята на групата.
В края на 2007 г. групата тръгва на световно турне. Lost Highway Tour е най-успешният тур в историята на групата с продадени 2 157 657 билета за над 210 милиона долара, а също така и най-успешно турне за 2008 г. (след него е турнето на Мадона Sticky & Sweet, поради факта, че е проведено през периода 2008 – 2009, а не изцяло през една година).
На 10 ноември 2009 на пазара излиза единадесетият студиен албум на групата, озаглавен The Circle. Той дебютира на първо място в класацията Billboard 200. От февруари 2010 г. Bon Jovi започва турнето The Circle Tour, което ще продължи и през 2011 г. и ще обхване 135 концерта в 30 държави.
В края на 2010 г. е издаден нов сборен албум с най-големите хитове на групата след 1994 г. – Greatest Hits.
Още по-успешно е турнето им Because we can със 102 концерта, чиито приходи възлизат на 259, 5 млн. долара. То е в подкрепа на дванадесетия студиен албум на групата – What about now. Това е най-успешното турне за 2013 г.

## Дискография

### Студийни албуми
- 1984 Bon Jovi
- 1985 7800° Fahrenheit
- 1986 Slippery When Wet
- 1988 New Jersey
- 1992 Keep the Faith
- 1995 These Days
- 2000 Crush
- 2000 Encore
- 2002 Bounce
- 2005 Have A Nice Day
- 2007 Lost Highway
- 2009 The Circle
- 2013 What About Now
- 2015 Burning Bridges
- 2016 This House Is Not For Sale
- 2020 2020
- 2024 Forever

### Компилации
- 1994 Cross Road
- 2001 Tokyo Road
- 2001 One Wild Night Live 1985-2001
- 2003 This Left Feels Right
- 2008 Burning For Rock
- 2010 Greatest Hits

### Соло албуми
- 1990 Blaze Of Glory (Джон Бон Джоуви)
- 1991 Stranger In This Town (Ричи Самбора)
- 1995 On A Full Moon (Дейвид Брайън)
- 1997 Destination Anywhere (Джон Бон Джоуви)
- 1998 Undiscovered Soul (Ричи Самбора)
- 2000 Lunar Eclipse (Дейвид Брайън)